# 沃爾尼帕峰
73°8′S 1°51′W / 73.133°S 1.850°W
沃爾尼帕峰是南極洲的山峰，位於東部南極洲的毛德皇后地，海拔高度2,320米，該山峰由德國的探險隊發現，現時受南極條約體系管理。